# Noravan (Syunik)
Noravan (in armeno Նորավան) è un comune di 524 abitanti (2010) della Provincia di Syunik in Armenia.